# 펌프스

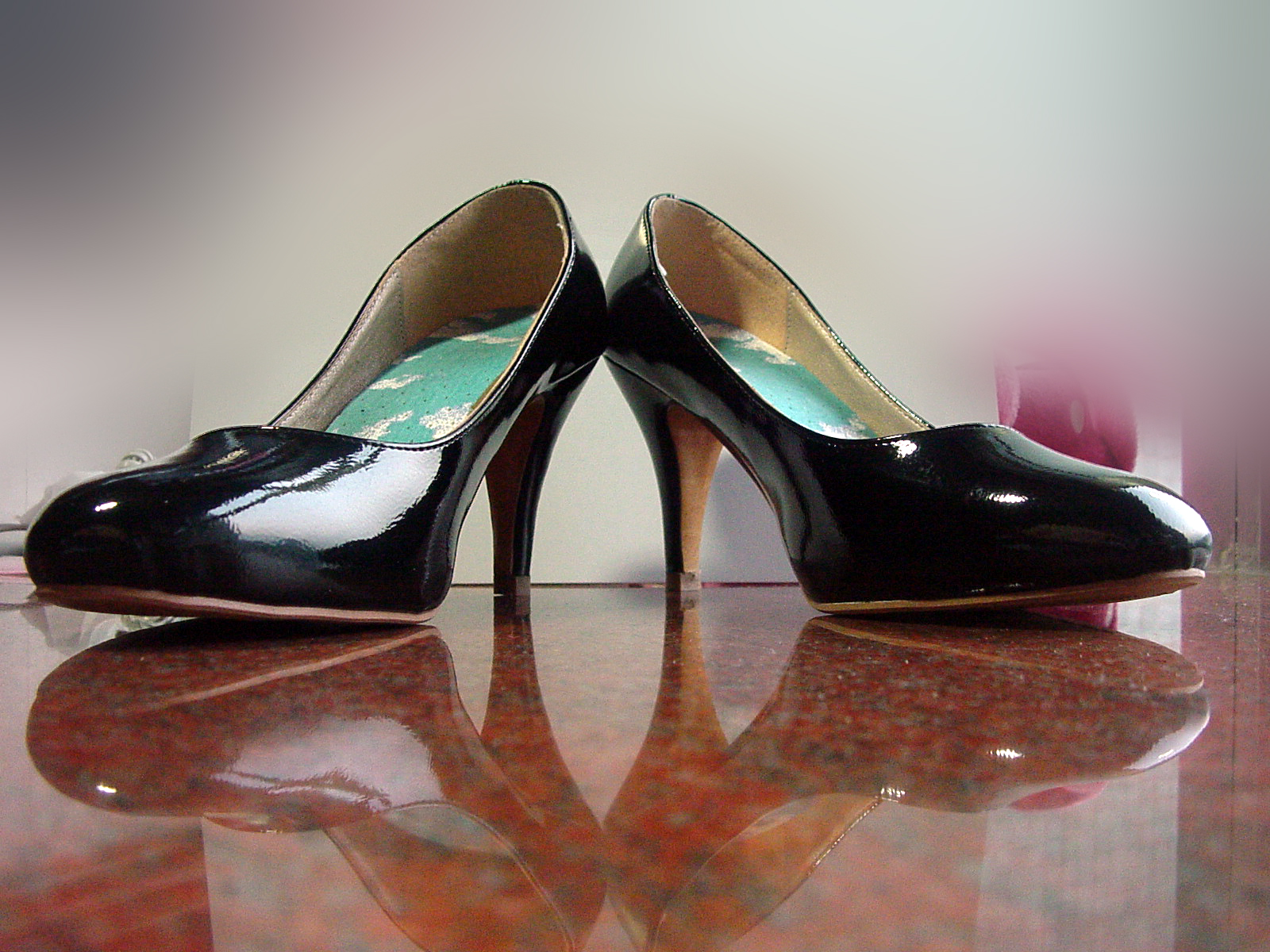
검은색 가죽 펌프스 한 켤레

펌프스(미국 영어: pumps) 또는 코트 슈즈(영국 영어: court shoes)는 고리나 끈, 잠금 장치 등이 없고 발등 부분이 드러나게 깊이 파져 있는 여성용 구두이다. 하지만, 발목 끈 등이 있는 경우도 있다.

## 특징
펌프스는 끈이나 고리 등을 붙이지 않고, 신발의 앞부분이 낮으며, 발등 부분이 넓고 깊게 디자인되어 있어 쉽게 신고 벗을 수 있다. 주로 정장 차림에 어울리나 최근에는 다양한 종류의 펌프스가 등장하여 캐주얼 복장에도 착용하는 등 용도의 폭이 넓어지고 있다.
펌프스는 일반적으로 여성들이 주로 사용하지만, 특별한 상황에서는 남장 복장의 하나로 여겨져 남성들이 사용하기도 한다. 굽의 높이는 다양하다.

## 역사
펌프스는 1500년대부터 남성들이 신어온 슬립온 형태의 '퐁프' (pompes)라고 불리는 신발에서 유래되었다. 궁정에서 신는 구두라 하여 코트 슈즈(court shoes)라고도 한다. 시간이 지남에 따라 점차 여성들도 신게 되었으며 굽이 있는 형태로 구두 앞부분이 둥글게 파인 디자인이 대중화되었다. 대개의 경우 굽이 높지 않은 형태가 주를 이루지만 소재와 디자인은 시대에 따라 다양하다.

## 종류

### 플레인 펌프스(plain pumps)

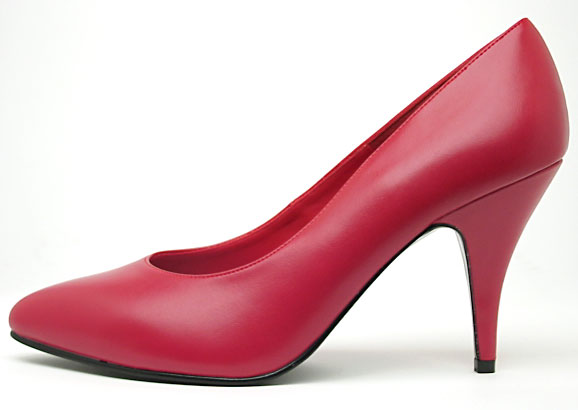
플레인 펌프스

아무런 장식이 없는 펌프스. 앞, 뒤, 옆이 모두 막혔다. 가장 먼저 떠오르는 펌프스는 바로 플레인 펌프스다.

### 토 오픈 펌프스(toe open pumps)

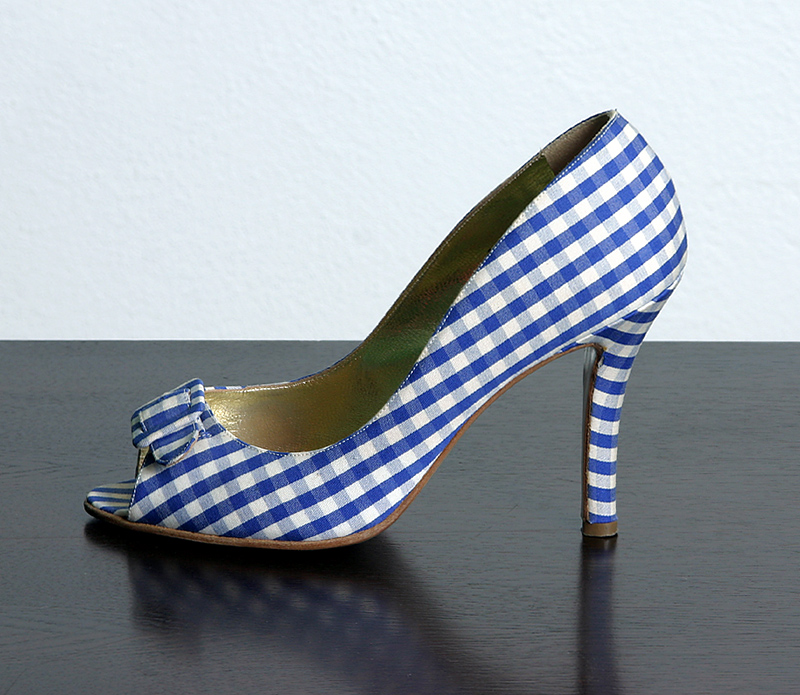
토 오픈 펌프스

구두의 꼬끝이 오픈된 형태의 펌프스

### 백 오픈 펌프스 (back open pumps) 또는 슬링 백 펌프스 (sling back pumps)

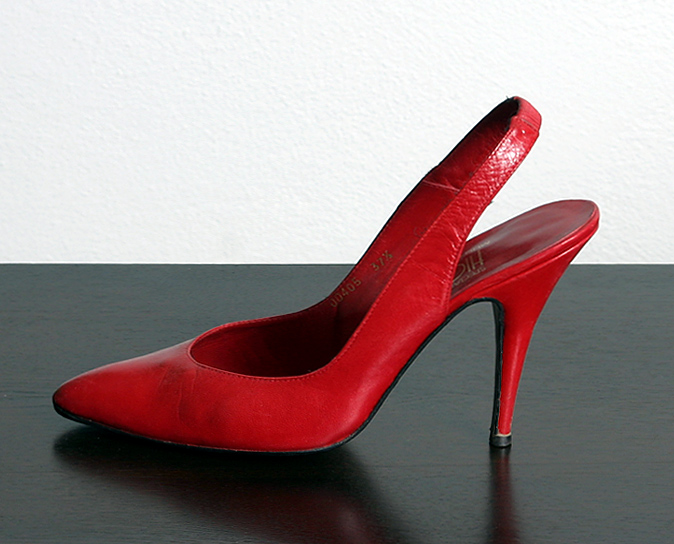
슬링백 펌프스

구두 발 뒤꿈치 부분이 오픈되어 있으면서 스트랩으로 밴딩 처리되어 있는 형태의 펌프스

### 사이드 오픈 펌프스 (side open pumps) 또는 세퍼레이트 펌프스(separate pumps)

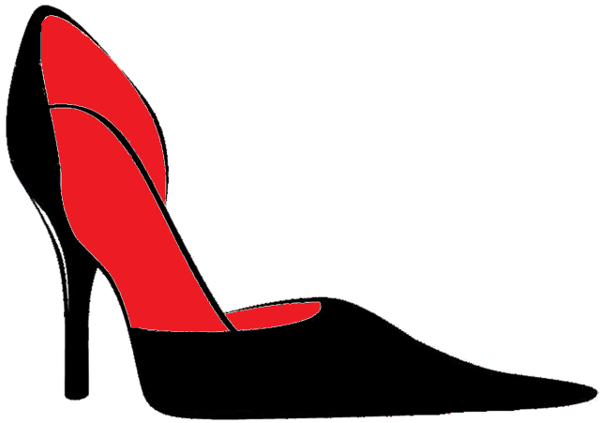
사이드 오픈 하이힐

구두 옆면의 한쪽 또는 양쪽이 오픈된 형태의 펌프스. 발목 뒷축 안쪽으로 고무 밴딩 처리를 하여 벗겨짐을 방지하는 형태를 취하는 것이 많다.

### 메리 제인 펌프스 (mary jane pumps)

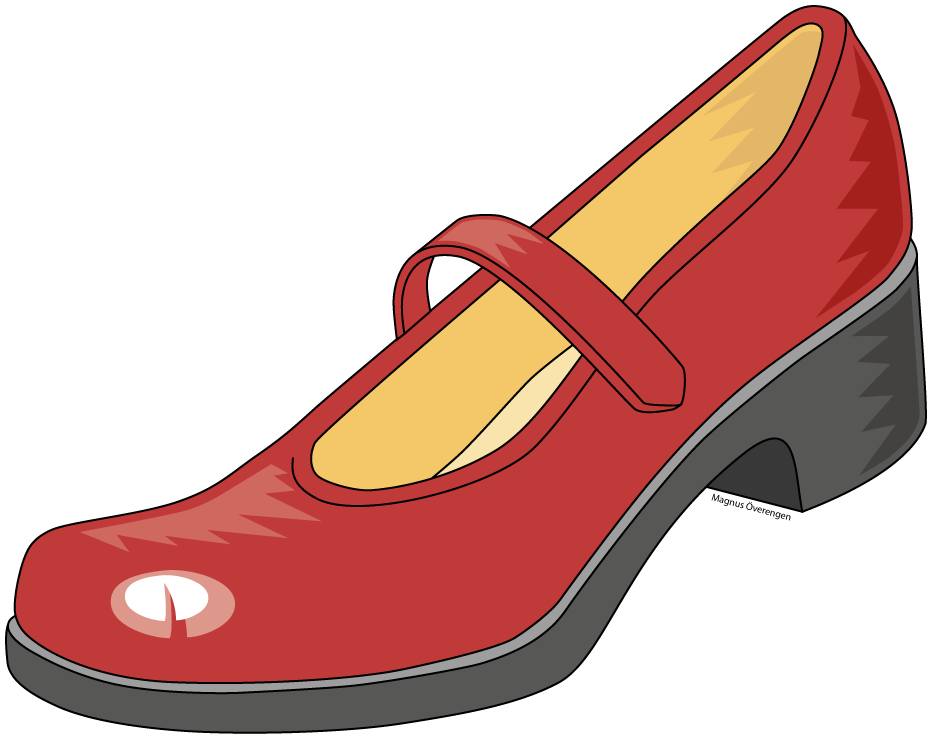
메리 제인 슈즈

발등에 스트랩이 되어 있는 형태의 펌프스

### 샤넬 펌프스(chanel pumps)
구두의 앞부분만 다른 색으로 디자인한 펌프스

### 스트랩 펌프스(strap pumps)
발목 또는 발등 부분에 좁은 스트랩을 두른 형태의 펌프스

## 같이 보기
- 플랫 슈즈
- 로퍼
- 하이힐
- 부츠
- 뮬

## 참고
- Antongiavanni, Nicholas (2006). 《The Suit: A Machiavellian Approach to Men's Style》. HarperCollins. ISBN 978-0-06-089186-2.
- Flusser, Alan (1985). 《Clothes and the Man: The Principles of Fine Men's Dress》. Villard. ISBN 0-394-54623-7. 2008년 9월 20일에 확인함.
- Flusser, Alan (2002). 《Dressing the Man: Mastering the Art of Permanent Fashion》. HarperCollins. ISBN 0-06-019144-9.